# نيك هورنبي
نيكولاس بيتر جون هورنبي (بالإنجليزية: Nicholas Peter John Hornby)‏ هو روائي وكاتب سيناريو وشاعر غنائي إنجليزي ولد في يوم 17 أبريل 1957 في بلدة ريدهيل في سري في إنجلترا. بدأ مهنته في سنة 1992. أشهر رواياته هي درجة الحمى في سنة 1992 وثقة عالية في سنة 1995 وعن ولد في سنة 1998. وصلت مبيعات كتابه إلى أكثر من خمسة ملايين كتاب حول العالم في سنة 2018. بحسب احصاء بي بي سي في سنة 2004 يحتل هورنبي المركز 29 ضمن أكثر الشخصيات تأثير في الثقافة البريطانية.

## الروايات
- درجة الحمى (1992)
- ثقة عالية (1995)
- عن ولد (1998)
- كيف تكون بخير (2001)
- الطريق إلى الهاوية (2005)
- سلام
- جولييت العارية (2009)
- فتاة ممتعة (2014)
- مثلك تماما (2020)